# 山口まゆ (AV女優)
山口 まゆ（やまぐち まゆ、1984年7月20日 -）は、日本の元AV女優、元ストリッパー。別名、姫咲 ゆき（ひめさき ゆき）。

## 略歴・人物
企画女優としていくつかの作品に出演した後、2004年にはAV正式デビューに先んじてストリップへ進出。浅草ロック座専属のストリッパーとして5月1日、ストリップ浜劇で初舞台を踏む。同年8月、諸事情により舞台での芸名を姫咲 ゆきに改名。
翌2005年5月13日、元の山口 まゆの名で、アタッカーズより『アタッカーズ専属女優化計画 新製品』でAVデビュー。
2006年10月31日をもってストリップ、AV女優ともに引退した。

## 出演作品

### アダルトビデオ
2005年
- アタッカーズ専属女優化計画 新製品（5月13日、アタッカーズ）
- 女子校生監禁凌辱 鬼畜輪姦 52（7月7日、アタッカーズ）
- 中出しレイプ（7月13日、隼エージェンシー）
- 淫魔CINEMA SHOW 6 淫魔学園（9月7日、アタッカーズ）共演:長谷川ちひろ、佐藤芹菜、中島瀬里奈
- ネオヤプーズ【集団調教ハーレム】（10月7日、アタッカーズ）共演:長瀬あずさ、橘ひかる、吉川ゆい、立花彩香、大粒ルイ 他
- 極上4時間 手淫&舌淫SPII（10月13日、隼エージェンシー）他出演:美咲ゆりあ、青山ちえり、森下さやか、今野由愛、大越はるか 他多数
- Dolls〔大切な玩具〕 愛護（11月10日、ドリームチケット）
- 巨乳レイプ4時間 第6章（12月6日、隼エージェンシー）他出演:進藤理沙、真咲菜々、浅田るみ、国分まこ、矢口ゆり 他
- アタッカーズ・イラマチオBEST II（12月7日、アタッカーズ）他出演:春菜まい、憂木瞳、橘未稀、宮澤ゆうな、一色れな、筒見友 他
- レズノアール 肉奴隷調教飼育（12月7日、アタッカーズ）共演:畑野ありさ、君嶋もえ、桜田さくら

2006年
- 遺伝子の悲劇II 悲しきヒロインの宿命（3月7日、アタッカーズ）他出演:青木玲
- 女子校生拉致監禁 VOL.34（3月13日、ゴーゴーズ）
- 山口まゆの表に出せないビデオ（3月20日、エイチエス映像）
- S級 素人ギャル千人斬り! 7（3月24日、うまなみ。）他出演:坂口のあ、マリン、リオナ、五十嵐美穂、江口美貴、松野しほ
- やっぱ中出しでしょ IV（4月10日、隼エージェンシー）他出演:結城リナ、城崎メグ、村山かづは、白鳥あきら、進藤美雪 他
- ボディHEAT 5（4月22日、クリスタル映像）他出演:池田こずえ、小阪すみれ、及川ひなた、三矢久美、オダギリマイ

- もしもこんな痴女がいたら… 7（4月28日、うまなみ。）他出演:速水怜、椎名あきら、池野朋、さいとう真央、江口美貴、藤沢ひな
- 第6弾 バスガイド山口ゆまとイク! 生中出し温泉ツアー 全10発（5月4日、ディープス）
- アタッカーズ・アンソロジー 2005年総集編（5月7日、アタッカーズ）他出演:水希遥、一色れな、立花里子、三上翔子、紅音ほたる 他
- 淫習の学園SPECIAL 鏡（6月7日、アタッカーズ）他出演:葵あげは、上原留華、乙姫みゆ、琴野まゆか、憂木詩音麻
- ショートカットの制服娘はいかが?（6月16日、TMA）他出演:姫乃るり、若葉ひな、雨宮せつな
- 業界初!! 丸見えモザイク特許出願中（6月28日、名古屋のおやじ）
- 有名女優の表に出せないビデオ完全版 No2（6月28日、エイチエス映像）他出演:朝河蘭、楓アイル、杉森風緒、常夏みかん、星月まゆら 他多数
- 奴隷島 第四章 姉妹愛への冒涜（7月7日、アタッカーズ）他出演:望月加奈、MAYA
- コスプレえっち（7月21日、GLAY'z）
- ザ・女子大生狩り 5（7月21日、クリスタル映像）…他出演:小泉リカ、澤野ゆかり、杏奈のの、河田マり、林果 他多数
- ナイスボディ12連発!! 3時間SPECIAL（8月18日、クリスタル映像）他出演:小田桐舞、小坂すみれ、及川ひな多、風間ゆみ、REINA 他
- うまなみ。プレゼンツ21 S級素人千人斬り4時間 4（9月22日、おかず。）うまなみ。作品『S級 素人ギャル千人斬り! 7』のセルDVD化作品 他出演:坂上友香、大石もえ、藤原ミカ、あだちももこ、今井みすず、蒼井マキ、柏木はる
- 美女と醜女(ブス）と野獣たち（10月19日、桃太郎映像出版）
- 兄妹 〜近親相姦〜（11月1日、ワンズファクトリー）
- 極 ぶっかけまんぐり返し! ─打掛門繰返し─（11月12日、オブテイン・フューチャー）他出演:愛川紗季、椎名りく ※総集編
- ねぇ、お兄ちゃん! 03（12月1日、ゴーゴーズ）…他出演:吉沢ミズキ、さいとう真央、明乃夕奈、亜佐倉みんと、姫川麗、桃井りか 他多数
- 生中出しオネギャル 4時間（12月22日、メディアステーション）他出演:飯島夏希、小春、笠木あやか 他
- うまなみプレゼンツ 27 もしもこんな痴女がいたら…。4時間 2（12月29日、おかず。(ケイ・エム・プロデュース））…うまなみ。作品 『もしもこんな痴女がいたら… 7』のセルDVD化作品 他出演:野々宮りん、RION、はすみ、遠野春希、橘まなみ、中迫友香、福永あや

2007年
- 鏡-完全版-（1月7日、アタッカーズ）…共演:葵あげは、上原留華、乙姫みゆ、琴野まゆか、憂木詩音麻
- 女子校生暴行3時間 いまさら謝っても遅えんだよ!（2月9日、ビッグモーカル）他出演:上原空、若葉かおり、椎名りく、大塚ひな、鈴木ありさ
- Midnight High-school Girl in TOKYO 夜の女子校生（3月9日、ビッグモーカル）他出演:大塚ひな、若葉かおり
- 背徳愉悦 近親相姦（3月19日、桃太郎映像出版）共演:白鳥美鈴、葉月ありさ
- 女子校生監禁凌辱 鬼畜輪姦70 リベンジハイスクール（4月7日、アタッカーズ）共演:松岡理穂、工藤はな、春うらら
- 女子校生イカセ実験（5月18日、レアル・ワークス）
- Lio パラダイス（10月26日、I.B.WORKS）
- 奴隷島 最終章 永遠の凌辱…（11月7日、アタッカーズ）共演:滝沢優奈、持田茜、長谷川あゆみ、椎名りく
- エキサイト エアーセックス（12月1日、NIRVANA）他出演:鮎川なお、一色あずさ、浜崎りお、もえ、乙羽あいか、紅音ほたる、佐藤友里、児玉しの、北田優歩、柚本舞、宮崎あいか、長澤リカ、香月藍、野沢友花 ※AVグランプリ2008 マニアステージ エントリー作品

### 写真集
- 山口まゆ写真集（2006年6月2日、日本スポーツ出版社）